# Industrial Workers of the World
Industrial Workers of the World (IWW eller Wobblies) är en internationell fackförening som grundades i juni 1905 och har sitt huvudkvarter i Cincinnati, Ohio, USA. Som mest hade föreningen mellan 100 000 och 200 000 medlemmar 1918, utöver en betydlig större skara sympatisörer som deltog i dess olika fackliga konflikter. Antalet medlemmar sjönk dock kraftigt efter att kraftigt repressiva censurlagar antagna vid USA:s intåg i första världskriget systematiskt började användas mot IWW som vägrade upprätthålla arbetsfred under krigets högkonjunktur. IWW:s oförmåga att stå emot en statlig repression som ledde till ett stort antal långa fängelsedomar för ledande aktivister och till stora interna splittringar, som förvärrades allt eftersom en betydande minoritet orienterade sig mot det unga Sovjetunionen under 1910-talets slut för att slutligen bryta sig ur organisationen. IWW hade ett visst uppsving på 1920-talet, men uppnådde aldrig dess organisatoriska styrka från perioden före 1918, och har idag runt 4 500 medlemmar över hela världen. Att vara medlem i IWW kräver inte att man arbetar på en representerad arbetsplats, inte heller exkluderar det medlemskap i andra fackföreningar.
IWW kämpar för att alla arbetare ska förenas i en enda förening som en klass och att lönesystemet avskaffas. De är kanske mest kända för "Wobbly Shop"-modellen av demokrati på arbetsplatsen, där arbetare röstar fram återkallningsbara delegater och andra sorters gräsrotsdemokratiska idéer (självförvaltning) tillämpas.
IWW har genom historien varit aktivt i flera länder, dock mest engelsktalande sådana. De länder där IWW varit mest aktivt är bland andra Australien, Kanada, Tyskland, Storbritannien och USA. Flera kända protestsångare, såsom Joe Hill och Utah Phillips har varit medlemmar i IWW som har haft en viktig del i skapandet av protestsånger i och med att den Lilla röda sångboken getts ut av IWW.

## Historia 1905–1950

### Grundande
Industrial Workers of the World grundades i Chicago i juni 1905 på ett konvent där 200 socialister, anarkister och radikala fackföreningsmedlemmar från hela USA (främst Western Federation of Miners) samlades i opposition till American Federation of Labor (AFL).
Konventet, som ägde rum den 27 juni 1905 i Chicago kallades den "Industriella kongressen" eller "Industriella fackföreningskonventet" — senare benämndes den "First Annual Convention of the IWW" (IWW:s första årliga konvent). Den betraktas som en av de viktigaste händelserna i fackföreningsrörelsens historia och för den amerikanska arbetarrörelsen. De första som organiserade sig i IWW var bland andra Big Bill Haywood, Daniel De Leon, Eugene V. Debs, Thomas J Hagerty, Lucy Parsons, Mary Harris Jones, William Trautmann, Vincent Saint John och Ralph Chaplin. 
IWW:s mål var att främja arbetarsamhörigheten i den revolutionära kampen för att störta den arbetsköpande klassen; dess måtto var "an injury to one is an injury to all" ("en skada på en är en skada på alla"), vilket var en utveckling av 1800-talets Knights of Labors trosbekännelse "an injury to one is the concern of all" ("en skada på en är allas angelägenhet"). IWW organiserades speciellt för att många fackföreningsanslutna, socialister och anarkister, ansåg att AFL inte bara hade misslyckats med att effektivt organisera USA:s arbetarklass - eftersom bara 5 % av alla arbetare var med i fackföreningar 1905 - utan också för att fackföreningarna fördelades i smala hantverksavdelningar vilket splittrade arbetarklassen. Medlemmarna i IWW ansåg att alla arbetare skulle organiseras som en klass, en filosofi som fortfarande återspeglas i inledningsorden till IWW:s konstitution:
The working class and the employing class have nothing in common. There can be no peace so long as hunger and want are found among millions of the working people and the few, who make up the employing class, have all the good things of life. Between these two classes a struggle must go on until the workers of the world organize as a class, take possession of the means of production, abolish the wage system, and live in harmony with the Earth. ... Instead of the conservative motto, 'A fair day's wage for a fair day's work', we must inscribe on our banner the revolutionary watchword, 'Abolition of the wage system.'  It is the historic mission of the working class to do away with capitalism.

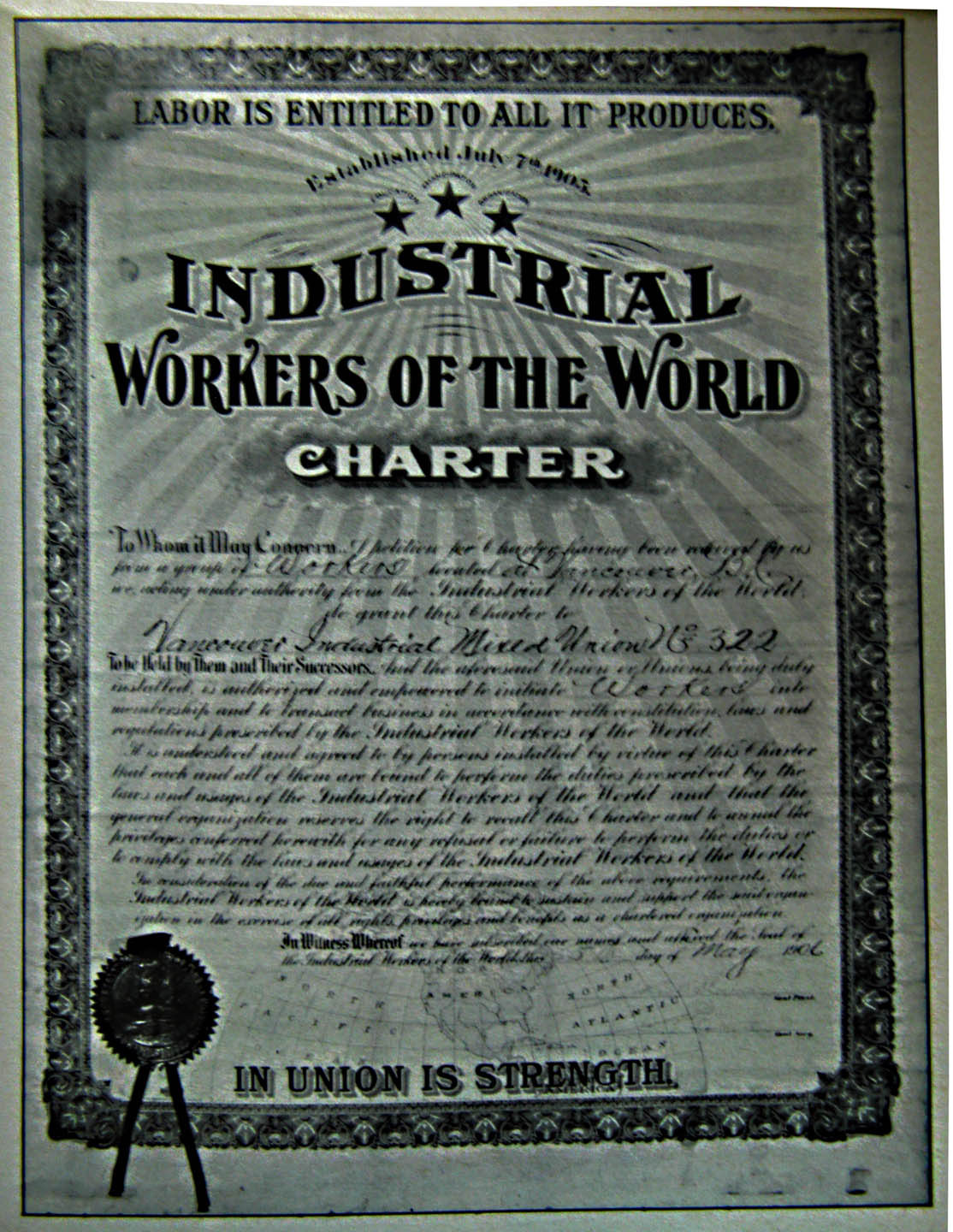
Det första IWW-stadgat i Kanada, Vancouver Industrial Mixed Union no.322, 5 maj 1906.

IWW skiljde sig från andra fackföreningar vid den tiden genom dess betoning på industriella fackföreningar framför hantverksbaserade sådana, såsom dessa företräddes av AFL. IWW betonade gräsrotsorganisation (platta strukturer), i motsats till starka ledare som skulle avtala med arbetsgivarna å arbetarnas vägnar. Detta bevisades då IWW konsekvent vägrade att skriva under kontrakt, som de menade begränsade den enda sanna makten som arbetare ägde: makten att strejka. Även om IWW inte utvecklade strejken utförligt, föreställde man sig att generalstrejken skulle kasta omkull lönesystemet och utgöra inledningen till ett nytt system, ett där människors välbefinnande prioriteras framför vinst och samarbete framför konkurrens.
Ett av IWW:s viktigaste bidrag till arbetarrörelsen och till att föra samman olika samhällsgrupperingar var att föreningen vid tidpunkten var den enda amerikanska fackföreningen som välkomnade alla arbetare, inklusive kvinnor, invandrare, och afroamerikaner i samma organisation. Flera av organisationens första medlemmar var invandrare, och vissa, som Carlo Tresca, Joe Hill och Mary Jones fick framträdande roller inom IWW. Finländare utgjorde en stor del av IWW:s invandrare. "Antalet finnar som hörde till I.W.W. uppgick, troligtvis, till någonstans mellan femtusen och tiotusen." Den finskspråkiga nyhetstidningen från IWW, Industrialisti, publicerat i Duluth, Minnesota, var föreningens enda dagliga tidning. Vid sin topp producerades 10 000 upplagor av tidningen. En annan finskspråkig IWW-publikation var den månatliga Tie Vapauteen ("Väg till frihet"). En annan sak som är värt att notera var de finska utbildningsinstituten för IWW, Work People's College i Duluth och Finnish Labour Temple i Port Arthur, Ontario, vilket också fungerade som IWW:s kanadensiska administration i flera år. Ett exempel på organisationens engagemang för jämlikhet var Local 8, en hamnarbetares gren i Philadelphia, en av de största hamnarna under första världskriget. Den leddes av afroamerikanen Ben Fletcher och hade över 5 000 medlemmar, varav majoriteten var afrikanska amerikaner, tillsammans med tusen invandrare (främst litauer och polacker), irländska amerikaner och flera andra.
Industrial Workers of the World dömdes ut av politiker och media, som såg dem som ett hot mot marknadsekonomin likväl som ett försök att monopolisera arbetet vid en tid då försök att monopolisera industrier sågs som antimarknadsekonomiskt. Fabriksägare hyrde både icke-våldsgrupper (skickade in Frälsningsarméns band för att tysta talarna) och våldsgrupper för att förstöra deras möten. Medlemmar greps ofta och dödades ibland för att de talade offentligt, men denna förföljelse inspirerade bara till mer militant verksamhet.

### Politisk aktion eller direkt aktion?
Liksom många andra fackliga organisationer under samtiden, splittrades IWW snart på grund av partifrågan (se Amiensdeklarationen). År 1908 argumenterade en grupp, ledd av Daniel De Leon för att politisk aktion genom De Leons Socialist Labor Party of America var bästa vägen för att nå IWW:s mål. Den andra fraktionen, ledd av Vincent Saint John, William Trautmann och Big Bill Haywood menade att direkt aktion i formen av strejk, propaganda och bojkotter var bättre för att uppnå hållbara förbättringar för arbetarna; de var motståndare till medling och politisk anslutning. Haywoods fraktion vann och De Leon och hans anhängare lämnade organisationen.

### Organisering

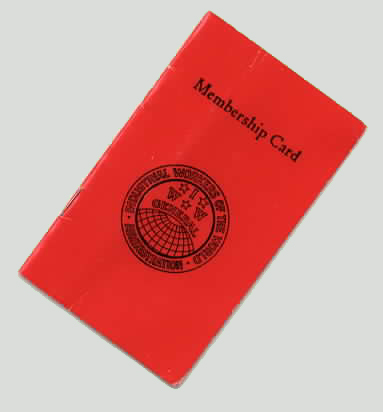
Medlemskort eller "rött kort"

IWW fick sin första uppmärksamhet i Goldfield, Nevada år 1906 och under en strejk på Pressed Steel Car Company, McKees Rocks, Pennsylvania år 1909. Mer ryktbarhet vanns senare det året när de började med fria tal. Staden Spokane, Washington hade olagliggjort öppna möten och grep Elizabeth Gurley Flynn,, en medlem i IWW, för att ha brutit ordningen. Svaret på det var enkelt men effektivt: när en medlem greps för talfrihet, åkte ett stort antal medlemmar till platsen och erbjöd myndigheterna att gripa även dem, tills det blev för dyrt för staden. I Spokane åkte över 500 personer i fängelse och fyra personer dog. Taktiken att kämpa för yttrandefrihet för att popularisera orsaken och bevara rätten att organisera sig öppet användes effektivt i Fresno, Aberdeen och på andra platser. I San Diego stöddes medborgargardet av lokala polismän och mäktiga affärsmän i en brutal motattack, trots att det inte var någon särskild organisationskampanj av arbetarna.

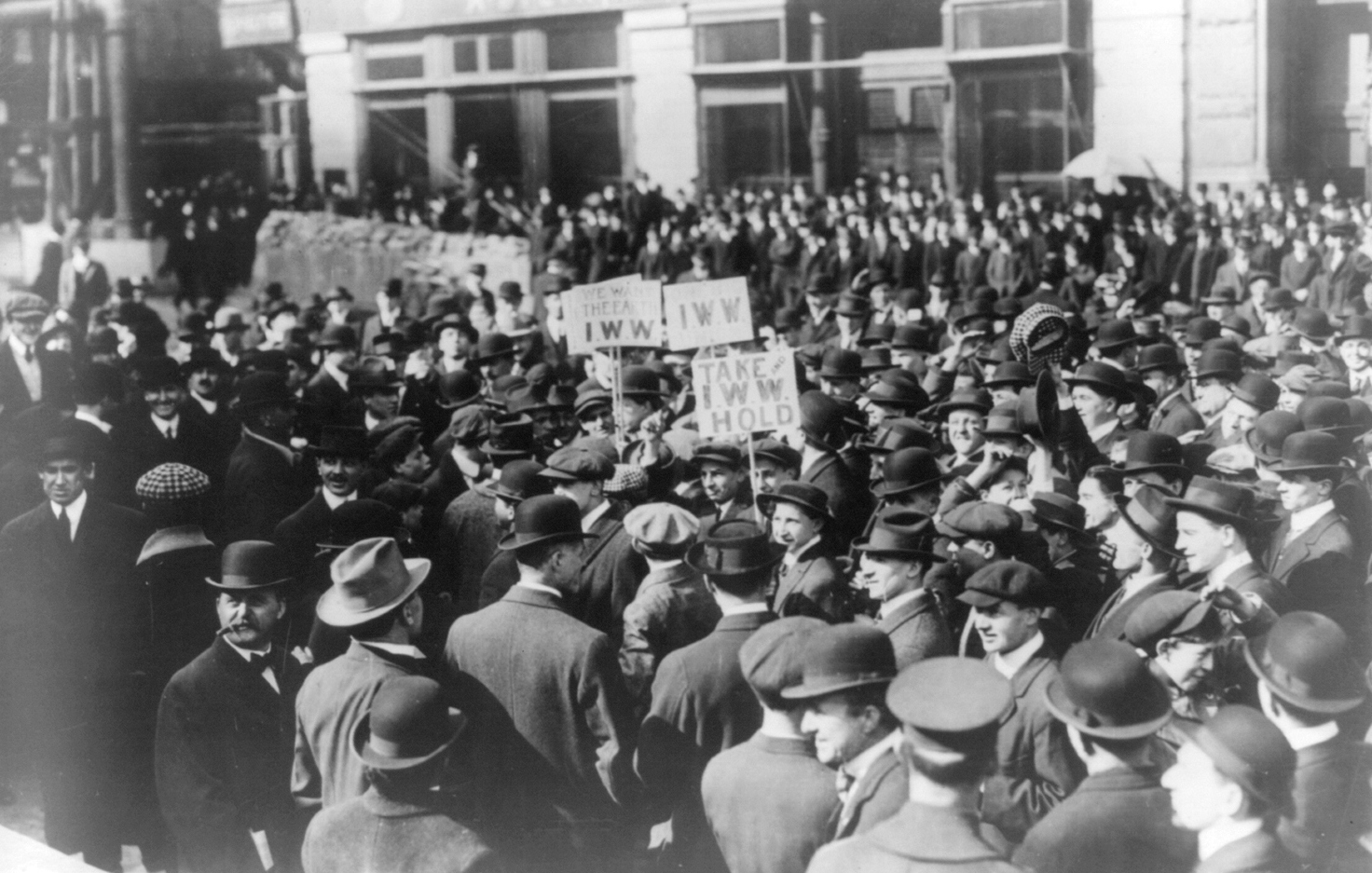
Demonstration i New York 1914

Vid 1912 hade organisationen runt 50 000 medlemmar, koncentrerade i nordväst, bland hamnarbetare, vid lantbrukare i de centrala staterna och i textil- och gruvområden. IWW involverades i över 150 strejker, inklusive de i Lawrence textile strike (1912), Paterson silk strike (1913) och Mesabi Range (1916). De involverades också i vad som kom att kallas Wheatland Hop Riot 3 augusti 1913.
Mellan 1915 och 1917, organiserade IWW:s jordbruksarbetares organisation (Agricultural Workers Organization, AWO) hundratusentals vandrande jordbruksarbetare i mellanvästliga och västliga USA, ofta genom att värva medlemmar på fälten, vid järnvägar och luffarboenden. Under denna tiden blev IWW synonymt med luffare; nomadfarmare kunde knappast ha råd med att transportera sig på något annat sätt till nästa arbetsplats. Godsvagnar användes ofta av luffare och så kallade "tysta organisatörer" satte upp lappar där för att organisera luffarna. Arbetare fick ofta bättre arbetsförhållanden genom att använda direkt aktion under produktionen, och genom att strejka "på jobbet" (medvetet och kollektivt arbeta slöare). Resultatet av IWW:s organisation blev arbetsförhållandena för nomadfarmare mycket bättre.
IWW:s industriella skogshuggarorganisation (Lumber Workers Industrial Union ,LWIU) använde liknande taktik för att organisera skogshuggare och andra skogsarbetare, både i södern och i nordvästra USA och Kanada, mellan 1917 och 1924. IWW:s skogsarbetarstrejk 1917 ledde till åtta timmars arbetsdag och mycket förbättrade arbetsförhållanden i nordvästra Amerika. Även om vissa historiker hade berömt USA:s regering och "framåttänkande skogsägare" för att ha gått med på sådana reformer, var det strejken som tvingade fram detta tillmötesgående.
Från 1913 och fram till mitten av 1930-talet skulle IWW:s avdelning Marine Transport Workers Industrial Union (Industriella marintransportarbetares union) visa sig vara en kraft att räkna med och de konkurrerade med AFL:s fackföreningar om makten bland industriarbetarna. Efter organisationens engagemang i internationell solidaritet är inte dess ansträngningar och framgång på fälten särskilt förvånande. Som nämnts ovan, leddes Local 8 av Ben Fletcher som organiserade främst afrikansk-amerikanska hamnarbetare i Philadelphia och Baltimore, men andra ledare fanns, bland andra den schweiziska invandraren Waler Nef, Jack Walsh, E.F. Doree och den spanska seglaren Manuel Rey. IWW fanns också bland strandarbetare i Boston, New York, New Orleans, Houston, San Diego, Los Angeles, San Francisco, Eureka, Portland, Tacoma, Seattle, Vancouver liksom i andra hamnar i Karibien, Mexiko, Sydamerika, Australien, Nya Zeeland, Tyskland och andra länder. IWW-medlemmar spelade en roll i 1934 års strejk i San Francisco och andra organisationsförsök på västkusten.
Medlemmar spelade också en roll i sittstrejker och andra organisationsförsök av United Auto Workers under 1930-talet, speciellt i Detroit, även om de aldrig etablerade någon stark fackförening där.
Där IWW vann sina strejker, såsom i Lawrence, hade de svårt att hålla kvar vinsterna. IWW ringaktade 1912 års kollektivavtal och predikade istället behovet av konstant kamp mot chefen. Det visade sig dock svårt att bibehålla den sortens revolutionär elán mot arbetsgivarna; i Lawrence förlorade IWW nästan alla sina medlemmar året efter strejken eftersom arbetsgivarna tröttnade ut arbetstagarnas motstånd och avlägsnade de starkaste fackföreningsstödjarna.

### Statlig repression

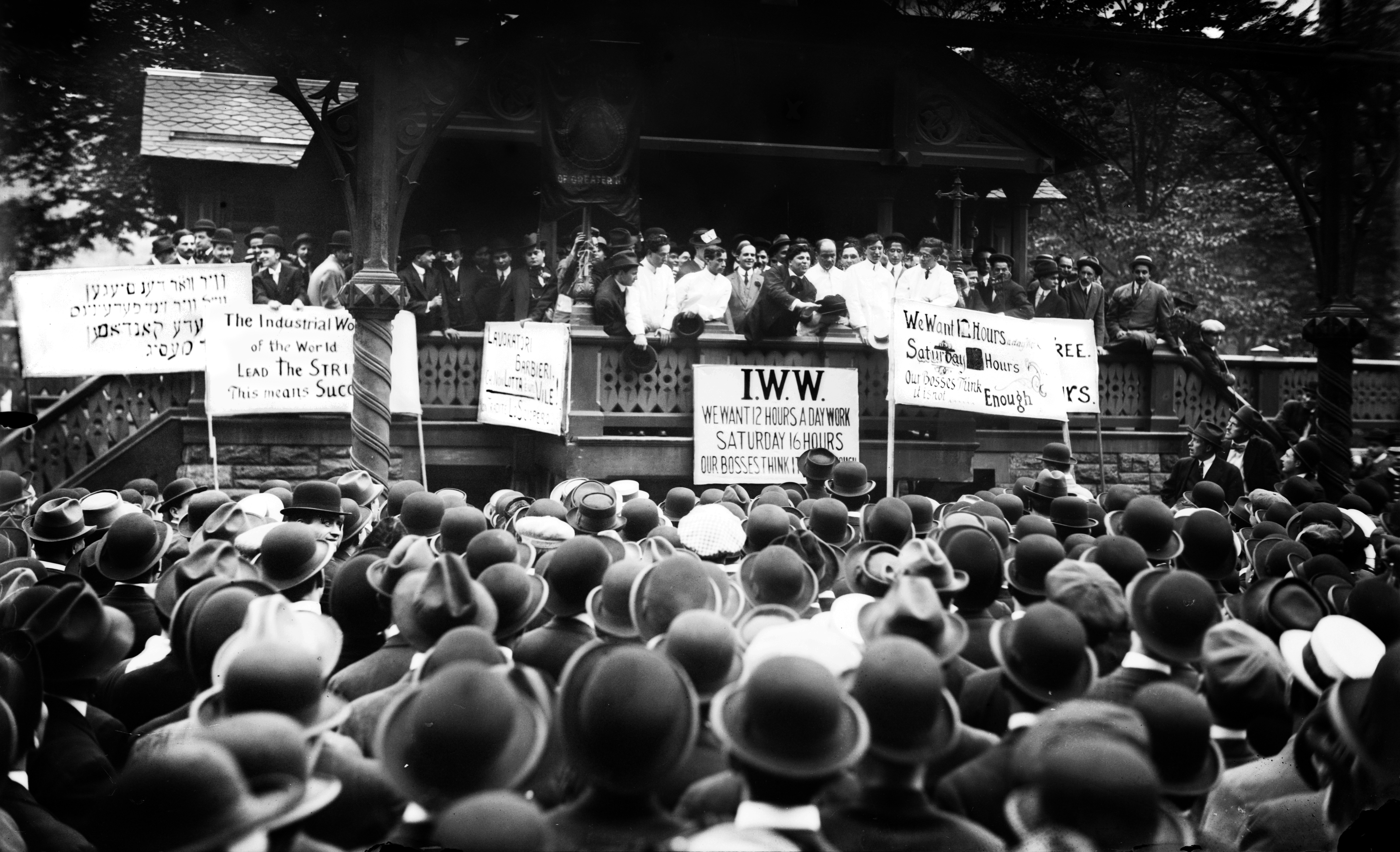
Joseph J. Ettor som greps 1912 under ett tal för strejkande frisörer.

IWW:s ansträngningar bemöttes med våldsamma reaktioner från alla nivåer av statlig verksamhet, från företagsledning och deras spioner, och från medborgare som fungerade som medborgargarde. År 1914 anklagades Joe Hill (Joel Hägglund) för mord och, trots att rättsfallet bara grundades på indicier och hörsägen, avrättades han i Utah 1915. Den 5 november 1916 i Everett, Washington ledde Sheriffen Donald McRae en grupp affärsmän som anföll Wobblies (medlemmar i IWW) på ångfartyget VERONA, minst fem fackföreningsmedlemmar dog och sex stycken sågs aldrig mer. Två ur polisen - en var en vanlig polisofficer och en annan var en medborgare från det nationella gardet - dödades, antagligen av den egna sidan. Det rapporterades att ombuden använt alkohol för att bli modigare.
Många IWW-medlemmar motsatte sig USA:s inblandning i första världskriget. Organisationen antog en resolution mot kriget på sin sammankomst i november 1916. Detta upprepade synen, uttalad under IWW:s första konvention, att krig representerar kampen mot kapitalister i vilken de rika blir rikare, och de fattiga arbetande alltför ofta dör för andra arbetares händer.
En IWW-tidning, den så kallade Industrial Worker, skrev precis före att USA förklarade krig: "Kapitalister i Amerika, vi kommer kämpa mot er, inte för er! Det finns ingen makt i världen som kan få arbetarklassen att slåss om de vägrar." När den amerikanska kongressen beslutade om att rycka in i kriget i april 1917, bestämde sig ändå IWW:s general sekreterare/kassör, Bill Haywood, för att organisationen skulle hålla en låg profil för att undvika uppfattade hot mot dess existens. Tryckningen av antikrigsmärken avbröts, förråd av redan existerande antikrigsdokument lagrades, och antikrigspropaganda upphörde efter en officiell organisationspolicy. Efter en lång debatt på direktionen, där Haywood förespråkade en låg profil och Frank Little förespråkade fortsatt agitation, lyckades Ralph Chaplin få dem att komma överens. Ett uttalande skickades ut som fördömde kriget, men IWW-medlemmar tillråddes att opponera sig med lagliga medel. De tillråddes att registrera sig till inkallelsen, men att markera deras krav på undantag "IWW, motståndare till kriget".
IWW:s opposition i frågan, vanliga tidningar och USA:s regering, var inte lika lugna och lyckades vända den allmänna uppfattningen mot IWW. Frank Little, IWW:s främsta uttalade motståndare, lynchades i Butte, Montana i augusti 1917, bara fyra månader efter att USA gått ut i krig. 
Regeringen utnyttjade första världskriget till att försöka krossa IWW. I september 1917 gjorde justitiedepartementet samtida attacker på 48 IWW-möteshallar i hela landet. År 1917 greps 165 IWW-ledare för att ha konspirerat under inkallelsen, uppmuntrat desertering och jagat upp andra i samband med arbetstvister, under den nya spionagelagen; 101 var med på rättegång med domaren Kenesaw Mountain Landis 1918.
Alla dömdes; även de som inte varit medlemmar i organisationen på flera år; och fick fängelse i upp till tjugo år. De dömdes till fängelse av domare Landes och släpptes på borgen, Haywood flydde till Sovjetunionen där han blev kvar till sin död.
I sin bok från 1918: "The Land That Time Forgot", utmålade Edgar Rice Burroughs en IWW-medlem som särskilt skurkaktig och förrädisk. En våg av sådana provokationer ledde till att flera folkmobbar anföll IWW på ett flertal platser, och efter kriget fortsatte förföljelsen. i Centralia, Washington den 11 november 1919 lämnades IWW-medlemmen och arméveteranen Wesley Everest över till mobben av fängelsevakter, och de slog ut hans tänder med en gevärskolv och kastrerade honom. Han lynchades tre gånger på tre olika platser innan hans kropp borrades med gevärskulor och de gjorde sig av med honom i en omärkt grav.. Den officiella dödsfallsutredarens report förklarade att dödsorsaken var "självmord".
Medlemmar ur IWW fördrevs och åtalades under olika statliga och federala lagar och 1920 års "Palmer Raids" plockade ut utlandsfödda medlemmar ur organisationen. Under mitten av 1920-talet sjönk medlemsantalet på grund av regeringsförtryck och det sjönk igen avsevärt under omstridda tvister år 1924 när organisationen splittrades mellan västerlänningar och österlänningar på grund av ett antal problem, bland annat administrationens roll (ofta förenklad som en kamp mellan centralister och decentralister) och försök av det kommunistiska partiet att dominera organisationen. Under 1930 var antalet medlemmar nere vid runt 10 000.
Ett resultat av "Palmer Raids" var konfiskationen av Joe Hills aska, bland andra saker taget från IWW:s kontor. Dessa askor återtogs under den så kallade Informationsfrihetsakten under det sena 1980-talet.

## Aktivitet efter andra världskriget

### 1950-2000
IWW fortsatte att organisera arbetare och förekom mycket i metallaffärerna i Cleveland, Ohio till slutet av 1950-talet. Efter att den så kallade Taft-Hartley-akten, som syftade till att avlägsna kommunister ur fackföreningstoppar, klubbades igenom av den amerikanska regeringen 1950 hoppade flera medlemmar av på grund av skillnader i uppfattningen om hur man skulle besvara problemet. IWW:s metall- och maskinarbetare i Cleveland lämnade organisationen, vilket åter ledde till en stark nedgång i antalet medlemmar.
Antalet medlemmar i IWW nådde sin botten under 1950-talet, men 1960-talets medborgarrättsrörelse, antikrigsprotester och olika andra studentrörelser gav nytt liv till IWW, dock med många färre medlemmar än vad som fanns under organisationskampanjerna i början av 1900-talet.
Från 1960-talet till 1980-talet hade IWW flera små organisationskampanjer. Medlemskap inkluderade ett antal kooperativt ägda och kollektivt styrda företag, speciellt inom tryckeriindustrin: Red & Black (Detroit), Lakeside (Madison, Wisconsin), och Harbinger (Columbia, South Carolina). The University Cellar, en ideell campus-bokaffär skapad av studenter från University of Michigan, var i flera år den största organiserade IWW-affären med runt 100 anställda. Under 1960-talet publicerades Rebel Worker i Chicago av surrealisterna Franklin och Penelope Rosemont. En version publicerades i London med Charles Radcliffe som höll på att bli involverad i Situationisterna. Under 1980-talet började "Rebel Worker" publiceras som ett officiellt organ igen från IWW:s huvudkvarter i Chicago, och från New York-området publicerades ett nyhetsbrev också; ett musikalbum med "Wobbly musik" släpptes också, "Rebel Voices".

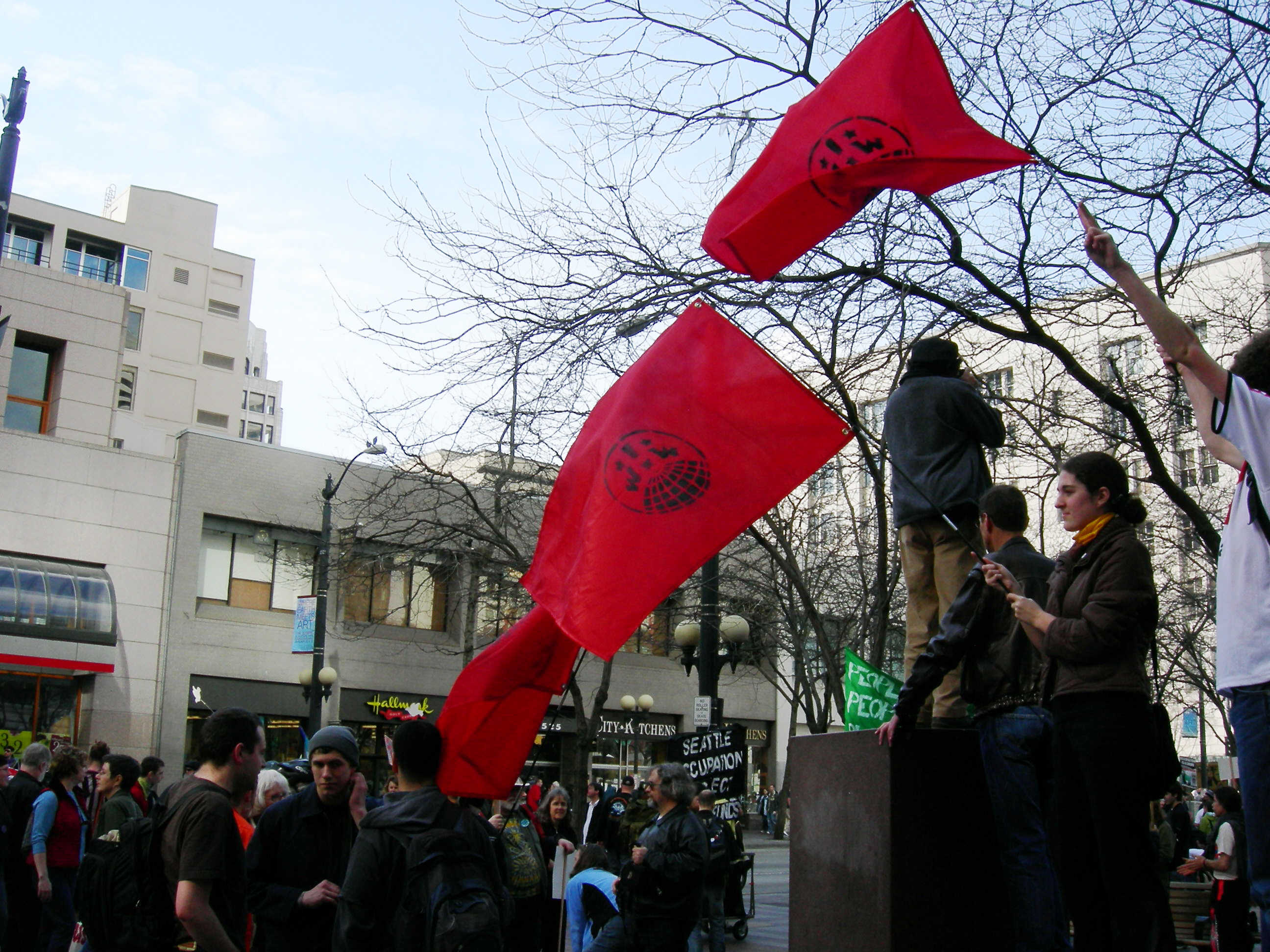
IWW-flaggor under demonstration i Seattle 2007

Under 1990-talet involverades IWW i många arbetskamper och yttrandefrihetskamper, inklusive Redwood Summer, och blockaden av Neptune Jade i Oaklands hamn 1997.
IWW:s organisationskampanjer under senare år har inkluderat en större kampanj för att organisera Borders Books under 1996, en strejk vid Lincoln Park Mini Mall i Seattle samma år, organiseringskampanjer vid Wherehouse Music, Keystone Job Corps, samhällsorganisationen ACORN, flera hemlöse- och ungdomscenter i Portland, Oregon och återvinningsaffärer i Berkeley, Kalifornien. Medlemmar ur IWW har varit aktiva på byggnadsplatser, marina transporter, skeppsvarv, högteknologiska industrier, hotell och restauranger, samhällsintresse-organisationer, skolor och universitet, återvinningsstationer, järnvägar, cykelbud och brädgårdar.

### 2000-Nutid
Under det tidiga 2000-talet organiserade IWW Stonemountain and Daughter Fabrics, en fabriksaffär i Berkeley. Affären har haft fortsatt kontrakt med IWW sen dess. År 2004 organiserades IWW i New York Starbucks. År 2006 fortsatte man sina ansträngningar på Starbucks genom att organisera fler affärsarbetare belägna kring Chicagoområdet. I New York har IWW organiserat matställen där mycket invandrare arbetade sedan 2005. Den sommaren gick arbetare från Handyfat Trading med i IWW och följdes snart av arbetare från fyra andra varuhus. Arbetare vid dessa varuhus vann fördelar såsom att få den lagstadgade minimilönen och betald övertid. I maj 2007 slogs varuhusarbetarna sig samman med arbetarna från Starbucks för att skapa The Food and Allied Workers Union IU 460/640. Sen dess har flera nya affärer organiserats också och organisationen har växt.
Mellan 2003 och 2006 organiserade IWW fackföreningar på matkooperativ i Seattle, Washington och Pittsburgh. IWW representerade administrativa arbetare och underhållsarbetare under ett kontrakt i Seattle, medan fackföreningen i Pittsburgh förlorade 22-21 i NLRB-valet, bara för att få resultaten ogiltigförklarade i slutet av 2006, baserat på ledningens beteende före valet.
I september 2004 organiserades bogseringstruckförare i Stockton, Kalifornien till att gå ifrån sina jobb och börja strejka. Nästan alla krav bemöttes. Trots de tidiga vinsterna i Stockton, upphörde truckförardelen att existera i mitten av 2005.
Förutom IWW:s traditionella organisationsväg i industrier har föreningen öppnat upp för nya metoder, såsom att organisera geografiskt, till exempel har de försökt organisera arbetare i ett särskilt affärsdistrikt, som i Philadelphia. Förbundet har också deltagit i arbetsrelaterade frågor som att protestera mot inblandning i Irakkriget, motsätta sig arbetsplatser med dåliga förhållanden och stödja bojkotter av Coca Cola Company för vad kritiker menar är arbetsrättsfientlig verksamhet i Colombia. Övrig organisering innefattar återvinningen i Berkeley som sköts av två olika IWW-organiserade företag och ansträngningar i Chicago för att organisera cykelbud vilket har rönt vissa framgångar.
År 2006 flyttade IWW sitt högkvarter till Cincinnati, Ohio. Antalet medlemmar just nu[när?] är runt 2 000, med flest medlemmar i USA, men många finns även i Australien, Kanada, Irland och Storbritannien.

## IWW utanför USA

### IWW i Australien
IWW-traditionen kom till Australien tidigt. Det var delvis på grund av att det lokala Deleonistiska arbetarpartiet (SLP) följde den industriella inriktning som USA:s SLP tog. SLP i Australien skapade en IWW Klubb i Sydney i oktober 1907. Medlemmar från andra socialistiska grupper gick också med i klubben, och relationen med SLP visade sig bli ett problem. 1908 års splittring mellan Chicago och Detroit-fraktioner i USA upprepades av interna bekymmer i Australiska IWW från och med 1908, vilket ledde till att en pro-Chicago lokalgrupp bildades i Adelaide maj 1911, och en i Sydney sex månader senare. I mitten av 1913 frodades Chicago-fraktionen inom IWW och den SLP-relaterade pro-Detroit-fraktionen föll. Under 1916 följde "Detroit"-IWW i Australien sin Amerikanska motsvarighet och bytte namn till "Workers' International Industrial Union."
Den tidiga australiska IWW använde ett antal av de taktiker som den amerikanska motsvarigheten använt sig av, bland annat kamper för yttrandefrihet. Dock syntes tidiga betydelsefulla skillnader mellan australiska IWW och den amerikanska förebilden; den australiska IWW tenderade att samarbeta med redan existerande fackföreningar, istället för att bara skapa en egen, och i motsats till i USA tog organisationen en extremt öppen och rättfram ställning emot inblandande i första världskriget. IWW samarbetade med andra fackföreningar och uppmuntrade industriell unionism och militans. IWW:s strategier påverkade främst den australasiatiska köttindustrins arbetares union (AMIEU). AMIEU etablerade stängda affärer och arbetarråd och reglerade företagsledningars beteende i slutet av 1910-talet.

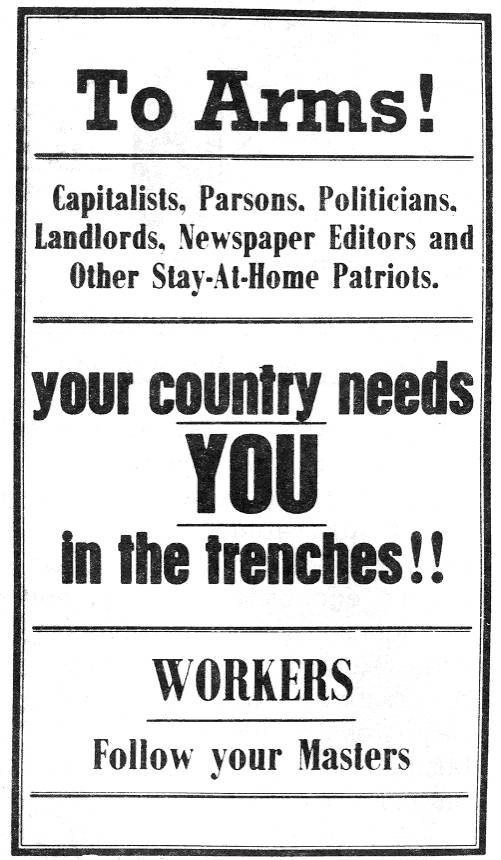
Affisch mot obligatorisk inkallning, 1916

IWW var känt för att motsätta sig första världskriget från 1914 och framåt, och var på många sätt fronten av antiinkallelsekampen. En väldigt svag majoritet av australiensarna röstade emot inkallelse i en väldigt bitter och jämn folkomröstning i oktober 1916, och senare igen december 1917, vilket ledde till att Australien var det enda krigförande landet i första världskriget som inte hade obligatorisk inkallelse till armén. I vissa betydelsefulla delar var detta på grund av agitationen av IWW, en grupp som antagligen inte hade mer än 500 medlemmar vid sin topp. IWW skapade ett antiinkallelseförbund (ACL), i vilken IWW-medlemmar arbetade med bredare arbete och fredsrörelse, och också hade en aggressiv propagandakampanj i sitt eget namn; vilket ledde till fängslandet av Tom Barkers (1887-1970) redaktören för IWW:s tidning Direct Action, dömd till ett år i mars 1916. Ett antal mordbrandsattacker på privata ägor i Sydney attribuerades till IWW:s kampanj för att frisläppa Tom Barker. Han släpptes i augusti 1916, men tolv av de mest framträdande IWW-aktivisterna, de så kallade "Sydney Twelve" greps i New South Wales i september 1916 för mordbrand och andra anklagelser. (Deras rättegång och sannolika fängslande skulle bli en "cause célèbre" för den australiska arbetarrörelsen eftersom det inte fanns några övertygande bevis för att någon av dem varit inblandade i mordbranden.) Ett antal andra skandaler förknippades med IWW, en fempunds-förfalsknings-skandal, den så kallade Tottenham-tragedin där mordet på en poliskonstapel skylldes på IWW, och över allt detta skylldes IWW för förlusten av folkomröstningen om obligatorisk inkallelse i oktober 1916. I december 1916 förklarade Australiens regering ledd av den före detta medlemmen av Labour Party, Billy Hughes, att IWW var en illegal organisation. Åttiosex medlemmar ur IWW trotsade genast lagen och sattes i fängelse i sex månader, det här var säkerligen en stor andel av Australiska iWW:s medlemmar, men det är inte känt hur hög. Direct Action upphävdes, dess tryckning var på sin topp på runt 12 000 upplagor. Under kriget fängslades över 100 medlemmar från IWW, anklagade för politiska brott, inklusive veteranaktivisten och arbetarikonen, socialisten och anarkisten Monty Miller. 
IWW fortsatte med olagliga operationer med målet att befria sina fångar och slog sig samman med två andra radikala mål–från gamla socialistpartier och [trade halls]– för att skapa ett kommunistparti efter den militanta revolutionären och rådskommunisten Adela Pankhursts förslag. IWW lämnade dock CPA (Communist party of Australia) strax efter skapandet, och tog med sig den stora massan militanta industriarbetarmedlemmar som fanns där.
Vid 1930-talet hade IWW i Australien minskat märkbart, och tog del i oanställda arbetares rörelser vilket leddes av det, numera, staliniserade CPA. Poeten Harry Hooton involverades i detta vid den här tiden. År 1939 hade Australiska IWW fyra medlemmar enligt en övervakning av myndigheter, och dessa medlemmar var eniga motståndare till andra världskriget.  Efter andra världskriget blev IWW en av de inflytelserikaste i subkulturen Sydney Push, som i sin tur var en viktig politisk och religiös influens.
Idag existerar IWW fortfarande i Australien, i ett större antal än under 1940-talet, men på grund av karaktären på Australiens industrier är det osannolikt att de skulle få fackföreningsrepresentation på någon arbetsplats inom den närmaste framtiden. Mer betydelsefull är dess bestående plats i historien som det militanta slutet på den Australiska arbetarrörelsen. Som ett extremt exempel på integrationen för före detta medlemmar i IWW i den vanliga arbetarrörelsen kan man ta Donald Grants karriär, en ur Sydney Twelve (Sydneys tolv) som dömdes till femton års fängelse för att ha planerat mordbrand och andra brott. Efter att ha släppts oböjd från fängelset i augusti 1920 skulle han snart bryta med IWW på grund av dess antipolitiska ställning. Istället ställde han upp i New South Wales parlament för Industrial Socialist Labour party 1922 utan att lyckas och 1925 för Australian Labour Party även där utan att lyckas. Men förlikningen med ALP och elektorssystemet hindrade inte honom från att fängslas igen 1927 för att ha demonstrerat för Sacco och Vanzetti. Han representerade senare ALP i New South Wales lagstiftande råd åren 1931-1940 och senare den Australiska senaten 1943-1956. Ingen annan medlem från Australiska IWW har kommit in i Parlamentet men Grants karriär är symboliskt i bemärkelsen att före detta medlemmar från IWW mer eller mindre tog med sig ett arv från IWW:s kultur när de gick över till den bredare arbetarrörelsen.
"Bump Me Into Parliament" är den kändaste australiska IWW-sången, och den gäller fortfarande. Den skrevs av skeppsbrandmannen William "Bill" Casey, senare sekreterare för Sjömännens union i Queensland.

### IWW i Storbritannien
Efter att ha funnits i Storbritannien i olika former sedan 1906, var IWW närvarande i många av de kamper som ägde rum i början av 1900-talet, inklusive Storbritanniens storstrejk 1926 och hamnarbetarnas strejk 1947. Under årtiondet efter andra världskriget hade IWW två grenar, i London och i Glasgow. Dessa dog snart ut, innan en anspråkslös återuppståndelse skedde i nordvästra England under 1970-talet. IWW-medlemmar var involverade i Liverpools hamnarbetares strejk som ägde rum mellan 1995 och 1998, och ett antal andra händelser och kamper under 1990- och 2000-talen. De lyckades också bilda fackföreningar på flera arbetsplatser, som till exempel för dem som arbetade inom Scottish Socialist Party. Mellan 2001 och 2003 var det en märkbar höjning av antalet medlemmar i Storbritannien, på grund av skapandet av GMB i Hull. Under den här perioden hade Hull-grenen 27 aktiva medlemmar, och var vid den tidpunkten den största grenen utanför USA. År 2005, under IWW:s hundraårsjubileum, placerades en minnessten i en Walesisk skog för att fira jubileet och döden av amerikanska IWW:s Earth First!-aktivist Judi Bari. Året efter registrerades IWW i Storbritannien officiellt som en fackförening av regeringen.
IWW startade upp en webbplats och har grenar i ett antal större städer och flera organiseringsgrupper runt hela Storbritannien tillsammans med två växande industriella nätverk för hälso- och utbildningsarbetare. De största grenarna finns i Glasgow, Leicester, London och West Midlands conurbation (Birmingham med omnejd). IWW publicerar en tidning som riktar sig till brittiska och
irländska medlemmar, Bread and Roses, en nationell nyhetstidning för hälsoarbetare och en bulletin för arbetare i National Blood Service. År 2007 startades en kampanj tillsammans med den antikapitalistiska gruppen No Sweat som försöker upprepa några av de framgångar som USA:s IWW nått bland Starbucks-arbetare. Samma år lanserade hälsoarbetarnas nätverk en nationell kampanj mot nedskärningar i National Blood Service, vilken fortfarande pågår.
År 2007 var IWW-grenarna i Glasgow och Dumfries en drivande kraft i en lyckad kampanj för att stoppa stängningen av en av Glasgow Universitys universitetsområden, i Crichton, Dumfriesshire. Kampanjen förenade medlemmar ur IWW, andra fackföreningar, studenter och lokala samhällsinvånare för att bilda en kraftfull koalition. Dess framgång, sammankopplad med fortskridandet av Blood Service-kampanjen har ökat IWW:s profil märkbart sedan tidiga 2007.
IWW har för närvarande inga formella arbetsplatskontrakt i Storbritannien.

### IWW i Kanada
IWW var aktiva i Kanada väldigt tidigt i organisationens historia, speciellt i västra Kanada, främst British Columbia. Fackföreningen organiserade aktivt stora delar av anställda i trä- och gruvindustrin längs kusten, i det inre British Columbia och Vancouver Island. Joe Hill skrev sången "Where the Fraser River Flows" (Där Fraserfloden flyter) under den period då IWW organiserade i British Columbia. Några medlemmar ur IWW hade ganska nära relationer med Kanadas socialistiska parti.
Arthur "Slim" Evans, organisatör i Relief Camp Workers' Union och On-to-Ottawa-Trek var organisatör för IWW, och var också involverad i One Big Union. Han var också vän till en annan välkänd kanadensisk IWW-medlem, Ginger Goodwin, som sköts i Cumberland av en poliskonstapel efter att ha vägrat delta som soldat i första världskriget. Ginger Goodwins påverkan går utanför IWW och han påverkar andra vänster- och progressiva grupper i Kanada, inklusive den progressiva gruppen Ginger Group i House of Commons. 
Idag är IWW fortfarande aktivt i landet med ett antal grenar aktiva i Vancouver, Edmonton, Winnipeg, Ottawa och Toronto. Den största grenen är för närvarande i Edmonton.

### IWW i Tyskland
En regional organisationskommitté har nyligen skapats för de tyskspråkiga länderna i Europa. De har en webbplats med många översatta IWW-dokument och kontakter i 15 olika städer under januari 2008.

## Folkmusik och protestsånger

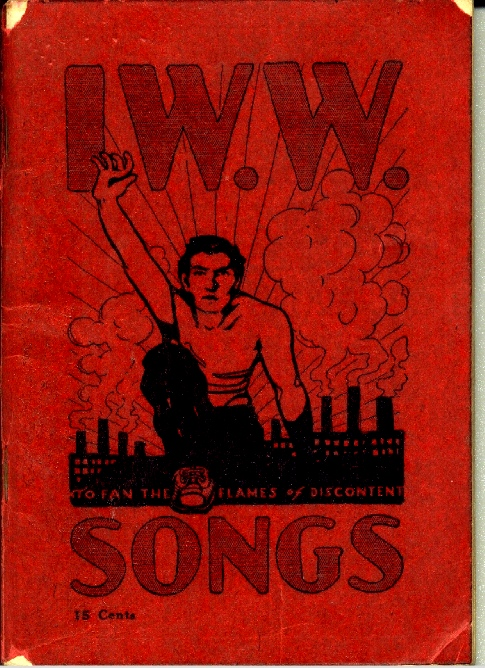
"Songs to Fan the Flames of Discontent: The "Little Red Songbook" (Sånger för att öka flammorna av missnöje: Den lilla röda sångboken")

Ett karaktärsdrag från IWW sedan sitt påbörjande har varit dess böjelse för sånger. För att motverka styrelser som skickade in frälsningsarmén som skulle störa talare från IWW, skrev Joe Hill parodier på kristna hymner så att fackföreningsmedlemmar kunde sjunga med frälsningsarmén men med deras egna texter (till exempel "Det är saligt på Jesus få tro" blev "Svarta präster"). Från den nödvändiga starten blev sångskrivandet i IWW legendariskt. IWW samlade upp många offentliga sånger i Little Red Songbook (den lilla röda sångboken) och fortsätter att uppdatera boken fortfarande. Under 1960-talet fanns en period som kallades det amerikanska folksångsåteruppväckelsen om ledde till förnyat intresse i Joe Hills och andra medlemmars sånger, och viktiga folksångsskapare såsom Pete Seeger och Woody Guthrie hade texter som stödde IWW, medan andra till och med var medlemmar där. Bland protestsångerna i boken finns "Hallelujah, I'm a Bum" (Denna sång blev aldrig populär bland medlemmar och avlägsnades efter att bara ha funnits med i första upplagan), "Union Maid" och "I Dreamed I Saw Joe Hill Last Night". Den kanske bästa IWW-sången är "Solidarity Forever". Sångerna har framförts av flera artister och Utah Phillips har framfört sångerna i en konsert med inspelning i årtionden. Andra framstående IWW-sångskrivare var Ralph Chaplin som skrev "Solidarity Forever" och Leslie Fish.
Den finska IWW-gemenskapen producerade ett antal folksångare, poeter och låtskrivare, den kändaste var Matti Valentine Huhta (kändare som T-Bone Slim), som skrev "The Popular Wobbly" och "The Mysteries of a Hobo's Life". Hiski Salomaa, vars sånger enbart skrevs på finska (och "finglish", finska med engelska inslag), återstår som en vida känd tidig folkmusiker i Finland liksom i mellanvästra USA, Northern Ohio och andra områden i Nordamerika som har stor finländsk befolkning. Salomaa, som var skräddare, har kallats den finska motsvarigheten till Woody Guthrie. Arthur Kylander som arbetade som skogshuggare är mindre känd, men ändå en viktig finsk IWW-folkmusiker. Kylanders texter sträcker sig från svåra erfarenheter bland invandrararbetare till mer humoristiska teman. Diskuterbart är om vandraren, ett återkommande tema i finsk folklore som kan dateras till innan Kristus födelse med en muntlig tradition (som med Lemminkäinen i Kalevala), översatt ganska enkelt till Huhtas, Salomaas och Kylanders musik; varav alla har sånger om rättegångar och bekymmer för luffaren.

## IWW-jargong
Namnet Wobbly ursprung är osäkert. Många tror att det syftar på ett verktyg som kallas "wobble saw". Man berättade ofta anekdoter som tyder på att kinesiska restaurangägare i Vancouver erbjöd att ge kredit åt IWW-medlemmar och, på grund av problem med uttalet av "W", frågande om de var medlemmar av "I Wobble Wobble," dock har andra möjliga förklaringar till namnet föreslagits.

## Viktiga medlemmar
Anmärkningsvärda medlemmar i Industrial Workers of the World inkluderar Lucy Parsons, Helen Keller, Joe Hill, Ralph Chaplin, Ricardo Flores Magon, James P. Cannon, James Connolly, Jim Larkin, Paul Mattick, Big Bill Haywood, Eugene Debs, Elizabeth Gurley Flynn, Sam Dolgoff, Monty Miller, den indiske nationalisten Lala Hardayal, Frank Little, skaparen av American Civil Liberties Union Roger Nash Baldwin, Harry Bridges, buddhisten och beat-poeten Gary Snyder, de australiska poeterna Harry Hooton och Lesbia Harford; antropologen David Graeber, grafiska artisten Carlos Cortez, motkulturella ikonen Kenneth Rexroth, surrealisterna Franklin Rosemont, Rosie Kane och Carolyn Leckie, f.d. medlemmar av Skotska parlamentet, Judi Bari, folkmusikerna Utah Phillips och David Rovics, MMA-kämpe Jeff Monson, finske folkmusik-legenden Hiski Salomaa, Green Party-politikern James M. Branum, Katolska arbetarna Dorothy Day och Ammon Hennacy, atomingenjören Susanna Johnson. Före detta löjtnantsguvernören i Colorado, David C. Coates var en arbetarmilitant, och var med på första konventionen, även om det är osäkert om huruvida han blev medlem eller inte. Det har länge ryktats om att baseball-legenden Honus Wagner var medlem i IWW, men det har inte bevisats. Senatorn Joe McCarthy anklagade Edward R. Murrow för att ha varit medlem i IWW. Organisationens mest kända nuvarande medlem är Noam Chomsky.